# Мото Гран-Прі Японії
Мо́то Гран-Прі Япо́нії — етап змагань чемпіонату світу з шосейно-кільцевих мотогонок MotoGP, що відбувається на автомотодромі «Твін Рінг Мотеґі», розташованому у Мотеґі, префектура Тотіґі, Японія.

## Історія
Мото Гран-Прі Японії вперше відбулося у 1962 році. З 1963 по 1967 роки Гран-Прі входило у календар чемпіонату світу з шосейно-кільцевих мотогонок MotoGP як фінальна гонка сезону. У цей період змагання тричі відбувались на автомотодромі «Судзука» та ще двічі на «Фудзі Спідвей». Особливістю цих перших змагань було те, що тут не відбувались гонки в класах 500сс та Sidecar (гонки на мотоциклах з колясками).
У 1968 році в зв'язку з виходом з чемпіонату двох японських виробників мотоциклів, Honda і Suzuki, Гран-Прі Японії вилетіло з календаря чемпіонату світу.
MotoGP повернулося у Японію майже через два десятиліття, у 1987 році. Етап відбувався на «Судзуці» до 2003 року (окрім сезону 1999), коли у трагічній аварії загинув японський мотогонщик Дайджиро Като. З 2004 року Мото Гран-Прі Японії відбувається на автомотодромі «Твін Рінг Мотеґі». Цікаві, що на «Твін Рінг Мотеґі» у період з 2000 по 2003 роки відбувався інший етап чемпіонату MotoGP — Тихоокеанський Мото Гран-Прі.
У 2011 році багаторазовий чемпіон світу MotoGP Валентіно Россі разом з Кейсі Стоунером та Хорхе Лоренсо вирішили бойкотувати Гран-Прі Японії через аварію Фукусімській АЕС, яка розташована на відстані приблизно 120 км від Мотегі. Проте, під тиском зі сторони керівників японських виробників, змушені були «передумати» і замагання врешті відбулись.

## Переможці Гран-Прі Японії

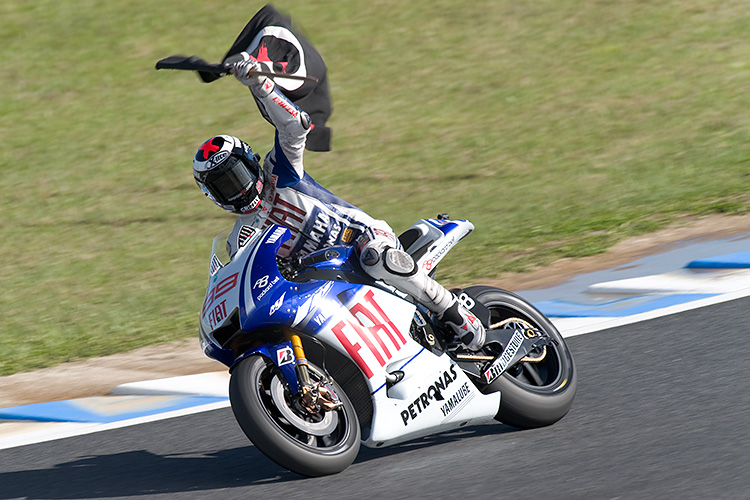
Переможець мото Гран-Прі Японії 2009 року Хорхе Лоренцо

| Сезон | Трек    | Moto3               | Moto3    | Moto2            | Moto2    | MotoGP              | MotoGP   | Звіт |
| Сезон | Трек    | Гонщик              | Виробник | Гонщик           | Виробник | Гонщик              | Виробник | Звіт |
| ----- | ------- | ------------------- | -------- | ---------------- | -------- | ------------------- | -------- | ---- |
| 2019  | Мотеґі  | Лоренцо Далла Порта | Honda    | Лука Маріні      | Kalex    | Марк Маркес         | Honda    | Звіт |
| 2018  | Мотеґі  | Марко Беззеккі      | KTM      | Франческо Багная | Kalex    | Марк Маркес         | Honda    | Звіт |
| 2017  | Мотеґі  | Романо Фенаті       | Honda    | Алекс Маркес     | Kalex    | Андреа Довіціозо    | Ducati   | Звіт |
| 2016  | Мотеґі  | Енеа Бастіаніні     | Honda    | Томас Люті       | Kalex    | Марк Маркес         | Honda    | Звіт |
| 2015  | Мотеґі  | Нікколо Антонеллі   | Honda    | Йоан Зарко       | Kalex    | Дані Педроса        | Honda    | Звіт |
| 2014  | Мотеґі  | Алекс Маркес        | KTM      | Томас Люті       | Suter    | Хорхе Лоренсо       | Yamaha   | Звіт |
| 2013  | Мотеґі  | Алекс Маркес        | KTM      | Пол Еспаргаро    | Kalex    | Хорхе Лоренсо       | Yamaha   | Звіт |
| 2012  | Мотеґі  | Данні Кент          | KTM      | Марк Маркес      | Suter    | Дані Педроса        | Honda    | Звіт |
| Сезон | Трек    | 125cc               | 125cc    | Moto2            | Moto2    | MotoGP              | MotoGP   | Звіт |
| Сезон | Трек    | Гонщик              | Виробник | Гонщик           | Виробник | Гонщик              | Виробник | Звіт |
| 2011  | Мотеґі  | Йоан Зарко          | Derbi    | Андреа Янноне    | Suter    | Дані Педроса        | Honda    | Звіт |
| 2010  | Мотеґі  | Марк Маркес         | Derbi    | Тоні Еліас       | Moriwaki | Кейсі Стоунер       | Ducati   | Звіт |
| Сезон | Трек    | 125cc               | 125cc    | 250cc            | 250cc    | MotoGP              | MotoGP   | Звіт |
| Сезон | Трек    | Гонщик              | Виробник | Гонщик           | Виробник | Гонщик              | Виробник | Звіт |
| 2009  | Мотеґі  | Андреа Янноне       | Aprilia  | Альваро Баутіста | Aprilia  | Хорхе Лоренсо       | Yamaha   | Звіт |
| 2008  | Мотеґі  | Штефан Брадль       | Aprilia  | Марко Сімончеллі | Gilera   | Валентіно Россі     | Yamaha   | Звіт |
| 2007  | Мотеґі  | Маттіа Пасіні       | Aprilia  | Міка Калліо      | KTM      | Лоріс Капіроссі     | Ducati   | Звіт |
| 2006  | Мотеґі  | Міка Калліо         | KTM      | Хіросі Аояма     | KTM      | Лоріс Капіроссі     | Ducati   | Звіт |
| 2005  | Мотеґі  | Міка Калліо         | KTM      | Хіросі Аояма     | Honda    | Лоріс Капіроссі     | Ducati   | Звіт |
| 2004  | Мотеґі  | Андреа Довіціозо    | Honda    | Дані Педроса     | Honda    | Макото Тамада       | Honda    | Звіт |
| 2003  | Судзука | Стефано Перуджині   | Aprilia  | Мануель Поджиалі | Aprilia  | Валентіно Россі     | Honda    | Звіт |
| 2002  | Судзука | Арно Вінсен         | Aprilia  | Осаму Міязакі    | Yamaha   | Валентіно Россі     | Honda    | Звіт |
| Сезон | Трек    | 125cc               | 125cc    | 250cc            | 250cc    | 500cc               | 500cc    | Звіт |
| Сезон | Трек    | Гонщик              | Виробник | Гонщик           | Виробник | Гонщик              | Виробник | Звіт |
| 2001  | Судзука | Масао Азума         | Honda    | Дайджиро Като    | Honda    | Валентіно Россі     | Honda    | Звіт |
| 2000  | Судзука | Йоучі Уї            | Derbi    | Дайджиро Като    | Honda    | Норіфумі Абе        | Yamaha   | Звіт |
| 1999  | Мотеґі  | Масао Азума         | Honda    | Шинья Накано     | Yamaha   | Кенні Робертс, мол. | Suzuki   | Звіт |
| 1998  | Судзука | Казуто Саката       | Aprilia  | Дайджиро Като    | Honda    | Макс Б'яджі         | Honda    | Звіт |
| 1997  | Судзука | Нобору Уеда         | Honda    | Дайджиро Като    | Honda    | Мік Дуейн           | Honda    | Звіт |
| 1996  | Судзука | Масакі Токудоме     | Aprilia  | Макс Б'яджі      | Aprilia  | Норіфумі Абе        | Yamaha   | Звіт |
| 1995  | Судзука | Харучіка Аокі       | Honda    | Ральф Вальдман   | Honda    | Дарил Біті          | Suzuki   | Звіт |
| 1994  | Судзука | Такеші Тсуїмура     | Honda    | Тадаюкі Окада    | Honda    | Кевін Швантс        | Suzuki   | Звіт |
| 1993  | Судзука | Дірк Родіс          | Honda    | Тетсуя Харада    | Yamaha   | Вейн Рейні          | Yamaha   | Звіт |
| 1992  | Судзука | Ральф Вальдман      | Honda    | Лука Кадалора    | Honda    | Мік Дуейн           | Honda    | Звіт |
| 1991  | Судзука | Нобору Уеда         | Honda    | Лука Кадалора    | Honda    | Кевін Швантс        | Suzuki   | Звіт |
| 1990  | Судзука | Ганс Спаан          | Honda    | Лука Кадалора    | Yamaha   | Вейн Рейні          | Yamaha   | Звіт |
| 1989  | Судзука | Езіо Джіанола       | Honda    | Джон Кочінскі    | Yamaha   | Кевін Швантс        | Suzuki   | Звіт |
| 1988  | Судзука |                     |          | Антон Манг       | Honda    | Кевін Швантс        | Suzuki   | Звіт |
| 1987  | Судзука |                     |          | Масару Кобаяші   | Honda    | Ренді Мамола        | Yamaha   | Звіт |

| Сезон | Трек          | 50cc           | 50cc     | 125cc        | 125cc    | 250cc           | 250cc    | 350cc        | 350cc     | Звіт |
| Сезон | Трек          | Гонщик         | Виробник | Гонщик       | Виробник | Гонщик          | Виробник | Гонщик       | Виробник  | Звіт |
| ----- | ------------- | -------------- | -------- | ------------ | -------- | --------------- | -------- | ------------ | --------- | ---- |
| 1967  | Фудзі Спідвей | Мітсуо Іто     | Suzuki   | Біл Айві     | Yamaha   | Ральф Браянс    | Honda    | Майк Гейлвуд | Honda     | Звіт |
| 1966  | Фудзі Спідвей | Йошимі Катаяма | Suzuki   | Біл Айві     | Yamaha   | Хіроші Хасагава | Yamaha   | Філ Рід      | Yamaha    | Звіт |
| 1965  | Судзука       | Луїджі Тавері  | Honda    | Х'ю Андерсон | Suzuki   | Майк Гейлвуд    | Honda    | Майк Гейлвуд | MV Agusta | Звіт |
| 1964  | Судзука       | Ральф Браянс   | Honda    | Ернст Дегнер | Suzuki   | Джим Редман     | Honda    | Джим Редман  | Honda     | Звіт |
| 1963  | Судзука       | Луїджі Тавері  | Honda    | Франк Перріс | Suzuki   | Джим Редман     | Honda    | Джим Редман  | Honda     | Звіт |
| 1962  | Судзука       | Томмі Роб      | Honda    | Томмі Роб    | Honda    | Джим Редман     | Honda    | Джим Редман  | Honda     | Звіт |

Примітки
1. ↑  У сезоні 1964 року у гонці класу 50 cc узяло участь лише п’ять учасників, тому гонка була виключена з календаря чемпіонату
2. ↑  У сезоні 1963 в гонці клас 350cc взяло участь лише три учасника і гонка була виключена із календаря чемпіонату світу.